# Jacques Kehrer

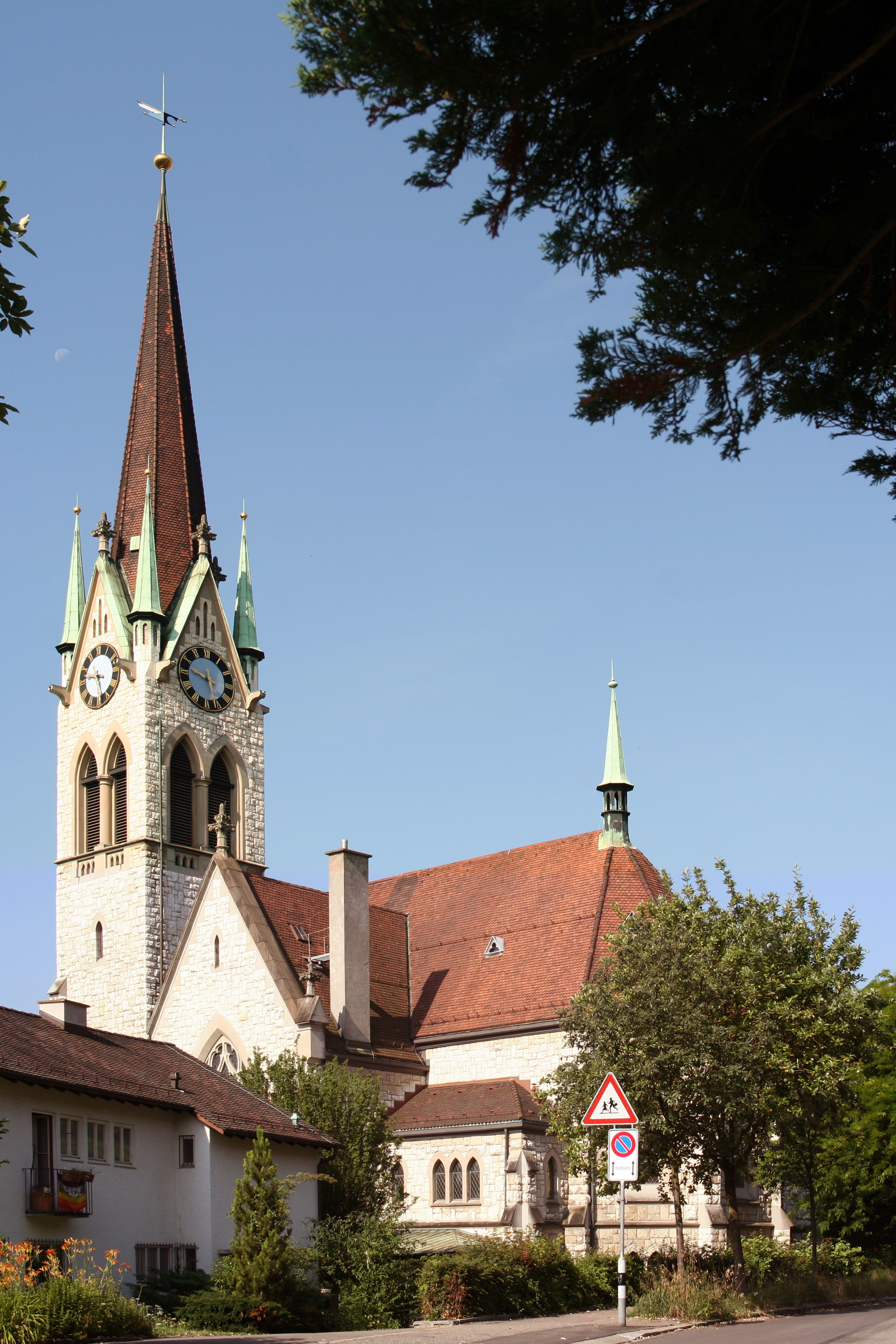
Reformierte Kirche Wipkingen

Jacques Kehrer, eigentlich Jakob Kehrer, (* 24. Februar 1854 in Wollishofen; † 9. November 1908 in Zürich; heimatberechtigt in Bözen) war ein Schweizer Architekt des Historismus.

## Leben und Werk
Der im damaligen Zürcher Vorort Wollishofen geborene Kehrer besuchte die Schulen in Aarau. Nach dem Besuch der Mittelschule war er kurz auf der Akademie von Neuchâtel und absolvierte von 1873 bis 1874 eine Berufslehre im Baugeschäft von Emil Näf-Hatt. Sein Studium schloss er dann an der Baugewerkschule Stuttgart ab.
Berufserfahrung sammelte er unter anderem im Büro von Johann Jakob Breitinger, bevor er 1880 zusammen mit seinem Studienfreund Karl Knell ein eigenes Büro gründete. Nach dessen Tod 1901 führte Kehrer das Büro alleine weiter. Kehrer war in der Schweiz vornehmlich als Architekt von reformierten Sakralbauten und Schulhausbauten tätig.
Kehrer starb an einem Herzleiden. Erst nach seinem Tod wurde die neugotische Kirche von Wipkingen durch Charles Conrad (1876–1961) vollendet.

## Bauten (Auswahl)

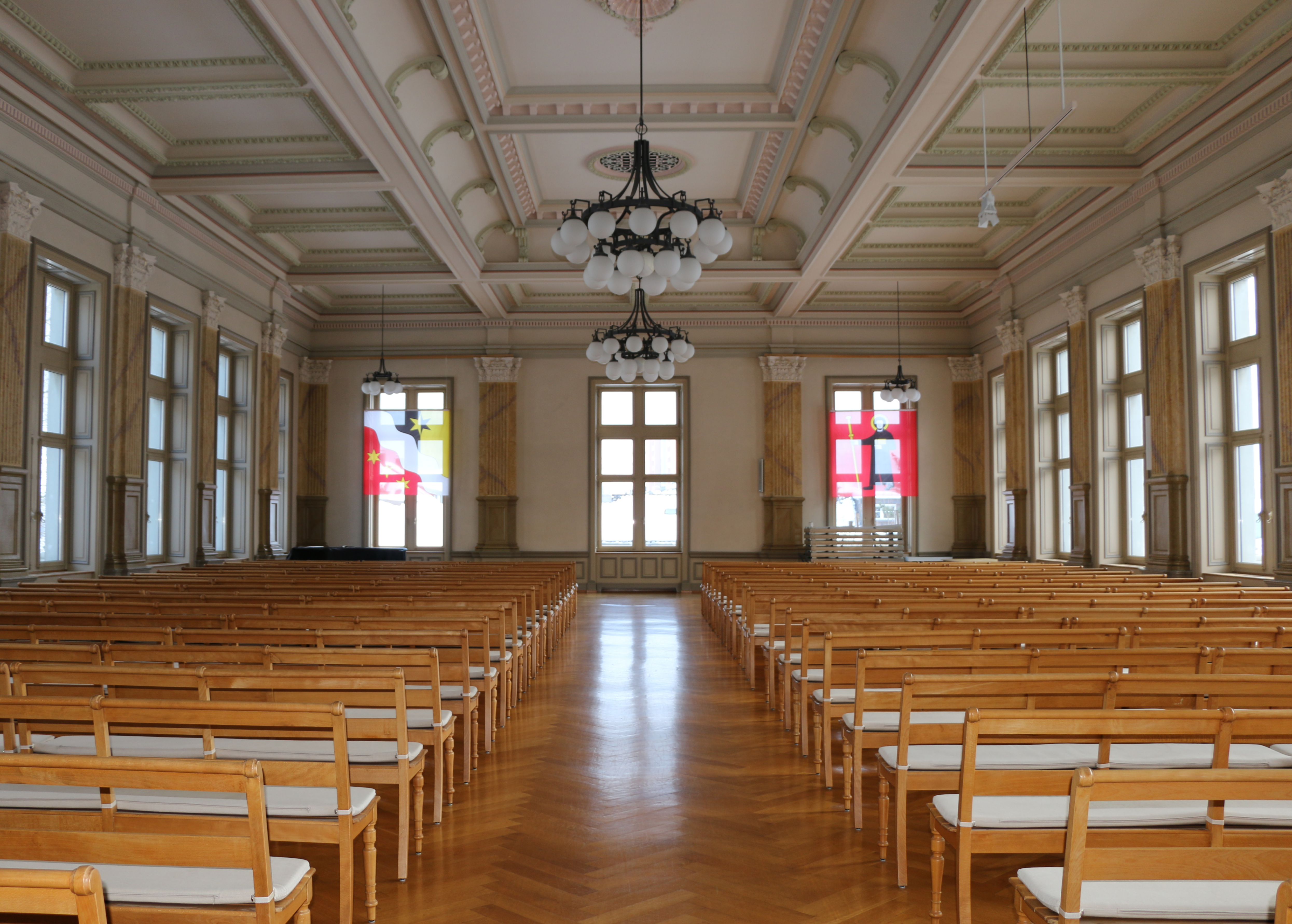
Gemeindehaussal von Ennenda im Glarnerland, erbaut 1890 im Neorenaissancestil

- 1886–1887: Umbau der Reformierten Kirche Küsnacht
- 1888–1887: Drei Fabrikantenvillen und Gemeindehaus Ennenda
- 1895–1896: Reformierte Kirche in Lindau ZH
- 1900: Fabrikantenvilla in Turgi
- 1902–1905: Reformierte Kirche Richterswil
- 1904–1906: Entwurf für die Reformierte Kirche Zug
- 1908–1909: Reformierte Kirche Wipkingen